# ناتانا جيه ديلونج باس
ناتانا جيه ديلونج باس أكاديمية أمريكية، وباحثة في الدراسات الشرق أوسطية والإسلامية، ومؤلفة لعدد من المنشورات الأكاديمية عن الإسلام حول موضوعات المملكة العربية السعودية والوهابية، والفكر والتاريخ الإسلامي، والإسلام والسياسة، والجهاد المعاصر. 

## سيرة شخصية
ديلونج-باس هي أستاذة مشاركة في قسم اللاهوت بكلية بوسطن. وهي تعمل أيضًا في عدد من الأدوار التحريرية والاستشارية. في السابق، قامت ديلونج-باس بالتدريس في جامعة برانديز وعملت مستشارة لمؤسسة راند.